# 영모록 및 박인 무민당집 목판
영모록 및 박인 무민당집 목판(永慕錄 및 朴絪 无悶堂集 木版)은 대한민국 경상남도 합천군에 있는 조선시대의 목판이다.
2008년 1월 10일 경상남도의 유형문화재 제470호 합천 손목리 영모록 및 무민당집 책판으로 지정되었다가, 2018년 12월 20일 현재의 명칭으로 변경되었다.

## 영모록 책판

### 개관
이 책판은 영모록의 원집 17장과 습유 7장 등 도합 24장 12매로 구성되어 있다. 대체적인 크기는 가로 52.5cm, 세로 27cm, 두께 2cm이며, 광곽의 크기는 가로 32.5cm, 세로 20cm이다.

### 영모록의 제작 경위와 그 주요 내용 및 특징
영모록은 무민당(无悶堂) 박인(朴絪, 1583∼1640)이 그 아버지 조계(釣溪) 박수종(朴壽宗, 1565∼1619)의 유고와 부록 문자를 정리하여 1627년에 제작한 것이다. 24장에 불과하여 1책으로도 얇은 것인데다, 문집처럼 호를 내세우지 않아 남에게 보이기 위한 것이라기보다는 자손들에게 전하기 위하여 제작된 것이었다.
유고 4편이 앞에 실려 있고, 그 뒤에 만장 21편과 제문 7편 및 묘갈명이 차례대로 실려 있다. 이 부록에 실린 만장이나 제문의 작자와 그 내용을 살펴볼 때, 박수종이 내암 정인홍의 종매부로서 그 문인이 되어 여타 내암의 문인들과 교제가 매우 긴밀했음을 알게 해준다.
이 책은 그 분량은 얼마 되지 않고, 그렇게 위대한 인물은 아닐지라도 인조반정 이후의 남명학파의 동향을 알 수 있는 아주 희귀한 자료이다.

## 무민당선생문집 책판

### 개관
정조 22년(1790) 정월에 입재(立齋) 정종로(鄭宗魯)가 찬술한 서문과 갑술년(1814) 7월에 무민당의 5대손 박성림(朴聖林)이 찬술한 발문이 있는 것으로 보아 1790년 무렵부터 간행을 위한 준비를 하여 1814년 무렵에 책판이 완성된 것으로 보인다. 이 책판은 모두 279장 140매로, 별집 1ㆍ2장 1매를 제외하고 모두 보존되어 있으며, 글자를 알아보기 힘들 정도로 훼손된 것이 4장이다. 대체적인 크기는 가로 52.5cm, 세로 27cm, 두께 2cm이며, 광곽의 크기는 가로 32.5cm, 세로 20cm이다.

### 무민당의 생애와 위인
무민당 박인은 합천 야로 외가에서 태어나 내종숙(內從叔) 내암 정인홍(鄭仁弘)의 문하에서 수학한 뒤 평생 고거(故居) 조동(釣洞)에 칩거하면서, 인조반정 이후 동계 정온 및 겸재 하홍도와 함께 남명학파의 리더로서 학파를 내부적으로 결집케 하고, 남명 조식의 사우 연원록과 연보 작성을 주도했던 인물이다.

### 무민당선생문집의 주요 내용
무민당선생문집은 원집이 7권 4책이고 별집이 2권 1책이어서, 모두 9권 5책으로 되어 있다. 원집의 목록 앞에 서문과 세계ㆍ연보가 차례로 들어 있고, 1권에는 시(詩), 2ㆍ3권에는 서(書), 4권에는 서ㆍ기ㆍ설ㆍ잡저ㆍ제문ㆍ묘갈, 5권에는 남명선생언행총록ㆍ남명선생연보, 6ㆍ7권에는 부록으로 만장ㆍ제문ㆍ행장ㆍ묘갈ㆍ묘지ㆍ용연서원상량문ㆍ상향축문 등이 들어 있다. 별집 1권에는 제영ㆍ행록ㆍ소가 들어 있고, 2권에는 사우록과 책 전체의 발문이 들어 있다.
이 가운데 남명선생언행총록과 남명선생연보는 인조반정 이후 남명학파 내에서 그의 위상이 어떠한가를 대변하는 작품이라 할 수 있으며, ｢상가정서(上家庭書)｣는 출처관에 대한 표현이나 과거를 보는 관점 등이 내암 정인홍의 작품 ｢문답(問答)｣과 흡사하게 묘사되어 있어, 그가 남명 조식과 내암 정인홍의 학문 태도에 얼마나 깊이 유염되었는가 하는 점을 알게 한다.

## 참고 문헌
- 영모록 및 박인 무민당집 목판 - 국가유산청 국가유산포털